# Louis de Romeuf
Jean Gaston Louis Joseph de Romeuf de La Valette, né le 30 octobre 1879 au château de Coubert (Couteuges) et mort le 9 mars 1922, est un écrivain français.

## Biographie

### Jeunesse et études
Louis de Romeuf est le fils de Paul de Romeuf (Eugène Barthélémy Paul de Romeuf, 1848-1933), avocat, secrétaire général du Lot et conseiller général de la Haute-Loire, et de Hélène Henriette Léocady Suzanne de Delard (1854-1912). Il est le petit-fils de Louis de Romeuf (1808-1870), premier président de la Cour d'appel de Pau et président du Conseil général de la Haute-Loire (frère de Barthélemy de Romeuf). Louis épouse sa cousine, Madeleine Baudin de La Valette, petite-fille de Désiré Baudin.
Romieu suivit les cours de l'École libre des sciences politiques. Une thèse sur la Crise agricole sous la Restauration, le fit, à vingt-deux ans, recevoir docteur en droit par la faculté de droit de Paris.

### Parcours professionnel
Il renonce alors à préparer le Conseil d'État, pour aborder la littérature par plusieurs études dans la Grande Revue. Il collabore à la Nouvelle Revue, à la Plume, nouvelle série, 15 mars 1905). Il écrivit dans la République française un article remarqué sur le professeur Brochart, de la Sorbonne.
De janvier 1904 à mai 1905, il dirigea La Revue forezienne et en fit le plus grand périodique moderne de la province française. On y trouva de lui un certain nombre d’essais psychologiques et sociaux.
Il la quitta pour publier son premier roman, l’Entravé, dont la thèse hardie sur l’hérédité fut vivement discutée dans la presse. Il donna ensuite au journal la Haute-Loire une étude psycho-descriptive sur l’Âme du Puy, et a déposé au théâtre Antoine une pièce en quatre actes, intitulée le Retour des Siècles.
Il est membre du Conseil général de la Haute-Loire pour le canton de Pinols de 1907 à 1920, année de sa démission.

## Publications

### Romans
- L’Entravé, Paris, Flammarion, 1906.
- L'Aile brisée, 1907.
- L'Âme des villes, 1910, prix Montyon, 1911[3].

### Articles
- « Un danger social : le Pessimisme », la Grande Revue, juin 1904.
- « Lettre à M. Paul Bourget, éducateur », la Grande Revue, octobre 19o4.
- « Le Homestead », La Nouvelle Revue, 15 mai 1904.
- « Un Héros », la République française, 4 février 1906.

## Sources
- La Grande Revue, t. 40, Paris, 1906 (lire en ligne), p. 168.